# Portret żony z pieskiem
Portret żony z pieskiem – obraz namalowany przez polskiego malarza Konrada Krzyżanowskiego. Przedstawia on jego żonę Michalinę Krzyżanowską. Powstał on w roku 1911, kiedy portretowana miała 28 lat.
W 1954 roku przekazany został do Muzeum Narodowego we Wrocławiu.

## Opis obrazu
Obraz przedstawia żonę artysty, siedzącą na zielonym fotelu, z głową opartą na ręce. Ma zamyślony wyraz twarzy, oczy skierowane są na psa. Ubrana jest w niebieski komplet z białą koszulą, brązowe włosy ma upięte. Niewielki biały piesek najprawdopodobniej rasy szpic siedzi spokojnie na kolanach portretowanej. Patrzy się w kierunku odbiorcy. Tło obrazu stanowi plama barwna. Kompozycja jest statyczna, spokojna. Obraz można podzielić na pół w pionie, po jednej stronie znajduje się żona artysty, a po drugiej pies. Przedstawienie utrzymane jest w chłodnej kolorystyce, przeważają błękity i biele. Kolory są raczej delikatne, wręcz pastelowe. Jedyny ciepły akcent stanowi rumieniec na twarzy portretowanej oraz jej ciemnoróżowe usta. Większość barw jest też jasna, kontrast wprowadzają ciemne włosy portretowanej oraz czarne oczy i nos psa. Te zabiegi podkreślają twarz oraz wyróżniają ją na tle szarości, przyciągają uwagę widza. Jest to często stosowany zabieg przez tego malarza. Według Krzysztofowicz-Kozakowskiej pozująca modelka jest w trakcie powrotu do zdrowia po przebytej chorobie, co również może tłumaczyć jej rumieńce. Całość malowana jest zamaszystymi pociągnięciami pędzla, bardzo dynamicznie. Ta maniera jest charakterystyczna dla malarstwa Krzyżanowskiego.

## Inne podobne obrazy
Portrety Krzyżanowskiego charakteryzują się próbą uchwycenia charakteru modela, dlatego wybierał on osoby, które znał i uważał za interesujące. Regularnie portretował on więc swoją żonę, Michalinę. Przedstawia ją zazwyczaj zamyśloną, czasami zmartwioną. Często towarzyszą jej zwierzęta domowe, szczególnie psy i koty.
Wśród portretów Michaliny Piotruszewskiej-Krzyżanowskiej namalowanych przez jej męża można wymienić:
- Portret żony z kotem, 1912, Muzeum Śląska Opolskiego w Opolu
- Narzeczona przy lampie, 1905, kolekcja prywatna
- Portret żony, ok. 1912, Muzeum im. Jacka Malczewskiego w Radomiu
- Studium do portretu żony, ok. 1905, Muzeum Narodowe w Szczecinie
- Portret żony artysty, 1917, Muzeum Narodowe w Lublinie
- Portret żony artysty, 1915, Muzeum Narodowe w Warszawie
- Portret żony artysty, 1911, Muzeum Narodowe w Poznaniu
- Portret żony artysty, 1921-1922, Muzeum Górnośląskie w Bytomiu